# David Ngetich
David Ngetich (* 12. Mai 1972) ist ein ehemaliger kenianischer Marathonläufer.
1999 gewann er den Hamburg-Marathon in 2:10:05 h und den Eindhoven-Marathon mit seiner persönlichen Bestzeit von 2:09:24 h. 
2000 wurde er Sechster beim Venedig-Marathon, 2001 Zweiter beim Prag-Marathon.